# Castrofilippo
Castrofilippo település Olaszországban, Szicília régióban, Agrigento megyében. Lakosainak száma 2618 fő (2023. január 1.). Castrofilippo Canicattì, Naro, Racalmuto és Favara községekkel határos.

## Népesség
A település lakossága az elmúlt években az alábbi módon változott:
| Lakosok száma | 2919 | 2912 | 2618 |
|               | 2017 | 2018 | 2023 |